# Intendente Alvear
Intendente Alvear es una localidad argentina, cabecera del departamento Chapaleufú de la provincia de La Pampa que limita con las localidades de Sarah, Bernardo Larroudé y Ceballos.

## Población
Contó con 7,741 habitantes (Indec, 2010), lo que representó un incremento del 33,4% frente a los 6990 habitantes (Indec, 2001) del censo anterior. En tanto, la composición de la población fue de 3.832 varones y 3.909 mujeres índice de masculinidad del 98.03%. También, se contabilizaron 3.090 viviendas, un notorio incremento frente a las 2.141 del censo anterior. 
El censo nacional 2022 arrojó 8 471 habitantes y 3 599 viviendas. Esto la situó como el séptimo municipio de la provincia.
| Gráfica de evolución demográfica de Intendente Alvear entre 1991 y 2022 |
|                                                                         |
| Fuente: censos nacionales del INDEC                                     |

## Escuelas (Primarias y Secundarias)
EPET N.º 7 (Escuela Provincial De Educación Técnica N.º 7 )
Instituto Heguy de la Sagrada Familia.
Escuela N.º 17 Dr Francisco Javier Muñiz.
Escuela N.º 196.
Escuela N.º 236.
Instituto Nuestra Señora de Lujan. (En el 2015 la institución incluyó "Carreras Universitarias")
Escuela Especial N.º 12.
Alicia Moreau de Justo (Ex Unidad 19)
Escuela Nocturna y de Adultos

## Instituciones
- Juzgado de Faltas (Creado en enero de 2016)
- Aeroclub Carlos Noe Caccia

- Alvear Foot Ball Club donde anualmente se celebra la Fiesta Provincial Del Agro
- Club Ferro Carril Oeste donde cada año se realiza el Festival Nacional De Doma y Folclore.
- Club De Polo, (Cuna de los famosos y reconocidos Equipos Indios Chapaleufu I y II)
- Biblioteca Popular Renovación
- Asociación Juntos y Unidos Podemos.
- Círculo de Aeromodelismo y Automodelismo Chapaleufu (CAACH)
- Comisaría (Policía de La Provincia de La Pampa) (Nueva Comisaría 2015)
- Oficina ANSES
- Centro Empleados de Comercio (2013)
- Centro de Equino Terapia "San Francisco de Asis"
- "La Quimera cultura y arte" sala de teatro independiente. Calle Pellegrini 837
- Aeroclub "Carlos Noe Caccia".
- TALLER PRODUCTIVO PAZ Y BIEN. (ONG sin fines de lucro desde 1991)

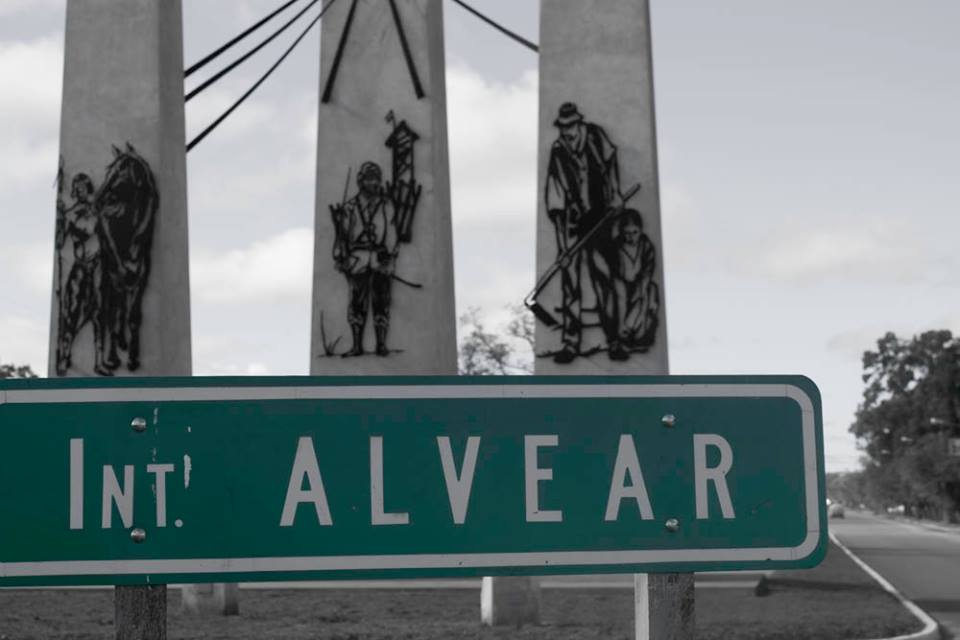
Entrada de la ciudad de Intendente Alvear

## Imágenes

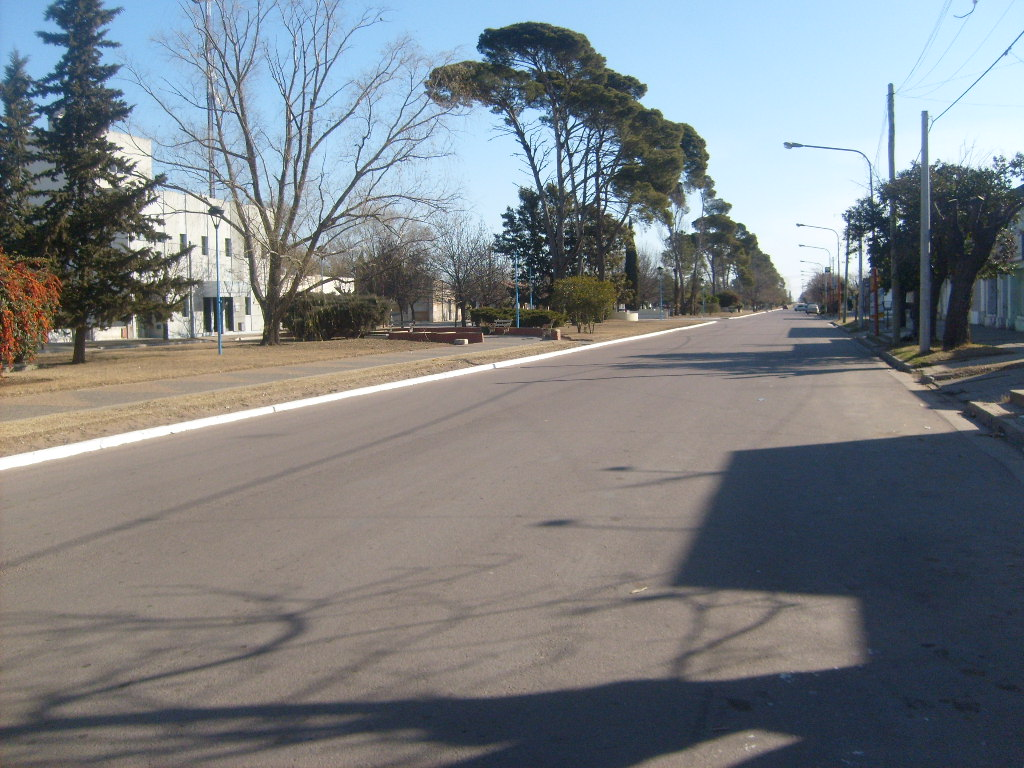
Calle principal.
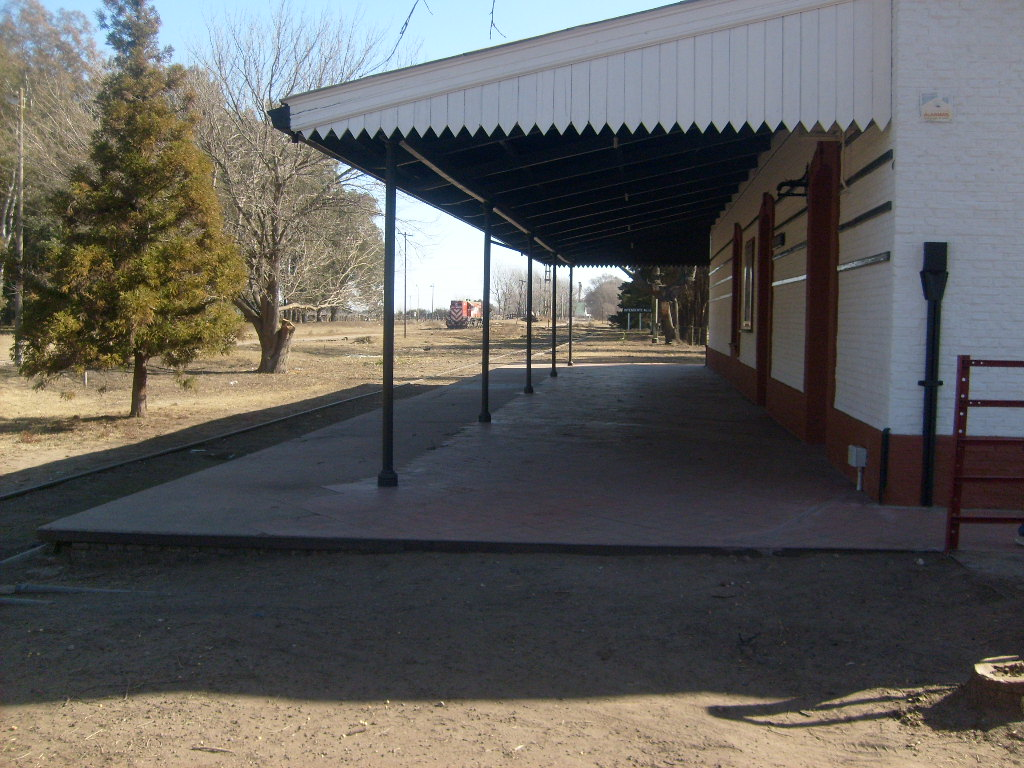
Estación de ferrocarril.
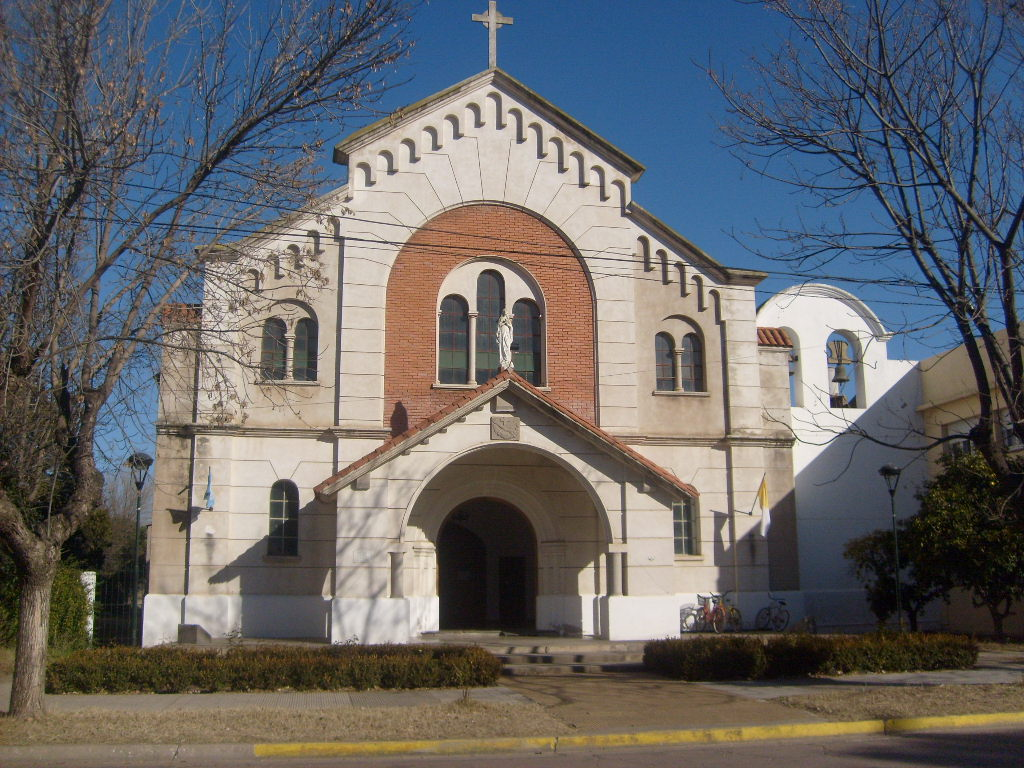
Iglesia católica principal.
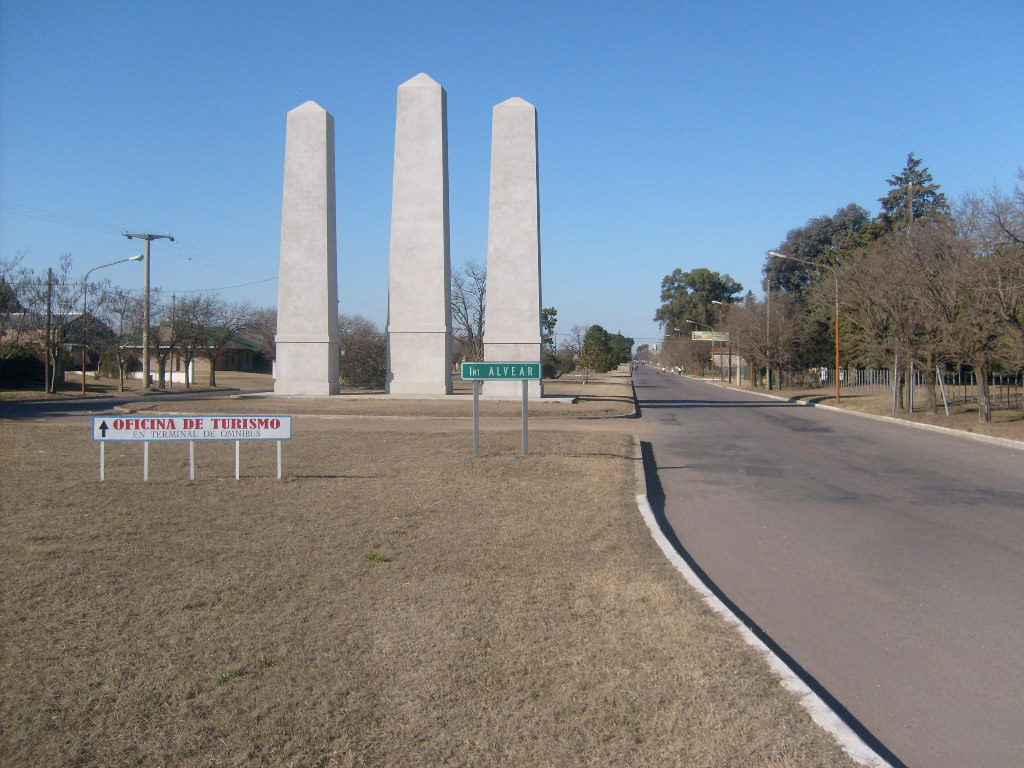
Acceso principal por la Ruta 1.
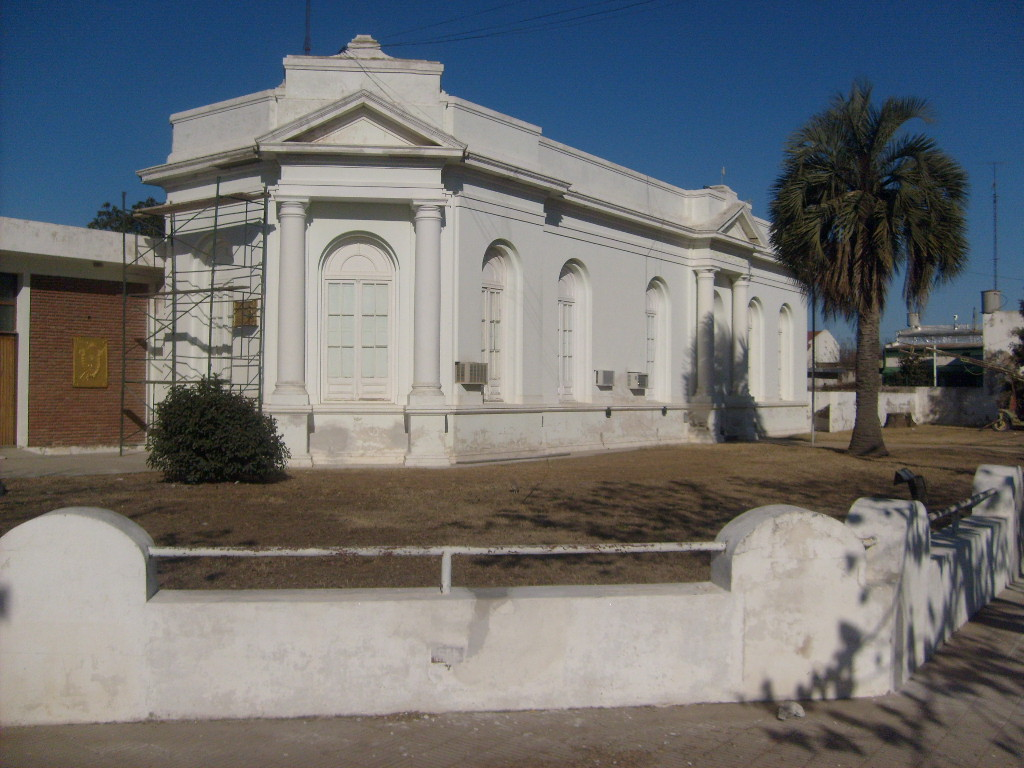
Municipalidad frente a la plaza.

## Historia Política de Intendente Alvear
Luego de varios años de gobierno justicialista en el 2003 un grupo de vecinos de la localidad conformo un Frente Vecinal llamado (FREVEAL Frente Vecinal Alvearense), un partido político nuevo conformado por diferentes corrientes ideológicas. El FREVEAL comandado por el ex intendente Ing. Eduardo Pepa el cual gobernó durante 3 periodos (2003 - 2007), (2007 - 2011), (2011 - 2015), y luego por su secretario, ahora el actual intendente el Abogado Dr. Francisco Traverso durante un periodo (2015 - 2019) dejara el mandato el 10 de diciembre del corriente año. 
En las elecciones del 19 de mayo de 2019 después de 16 años de Gobierno del FREVEAL (Frente Vecinal Alvearense) el Partido Justicialista recupera nuevamente el municipio, cuya lista esta encabezada por Juan Cruz Barton.

## Parroquias de la Iglesia católica en Intendente Alvear
| Diócesis  | Santa Rosa en Argentina |
| --------- | ----------------------- |
| Parroquia | Inmaculada Concepción   |